# Jaciment arqueològic de les Vinyes de la Masia Via
El jaciment de Vinyes de la Masia Via es troba al municipi de Vilobí del Penedès a la comarca de l'Alt Penedès. Té ocupacions de Paleolític mitjà i de l'Epipaleolític-Neolític, interpretades com a restes de tallers de sílex. Ést davant de la finca de la Masia Via, en un unes vinyes a prop del torrent de Mayans. Es va descobrir el 1990 durant unes prospeccions per J. Mestres i Mercades.
Respecte a l'ocupació del Paleolític mitjà, l'única datada clarament, s'hi van trobar una rascadora sobre ascla amb retocs destres i distals i dues ascles sense retocs 